# كورتيس أندرسون
كورتيس أندرسون (بالإنجليزية: Curtis Anderson)‏ هو لاعب كرة قدم بريطاني، ولد في 27 سبتمبر 2000. لعب مع تشارلوت إندبنتنس.

## وصلات خارجية
- كورتيس أندرسون على موقع الاتحاد الأوربي (الإنجليزية)
- كورتيس أندرسون على موقع قاعدة بيانات كرة القدم.إي يو (الإنجليزية)
- كورتيس أندرسون على موقع Soccerway.com (الإنجليزية)